# L'ispettore Barnaby
L'ispettore Barnaby (Midsomer Murders) è una serie televisiva britannica prodotta dalla televisione privata ITV e ambientata in Inghilterra, nell'immaginaria contea di Midsomer. Il telefilm è tratto dalla serie di romanzi gialli di Caroline Graham, adattata originariamente da Anthony Horowitz.
John Nettles ha interpretato Tom Barnaby fino alla stagione 13, quando Neil Dudgeon nei panni di John Barnaby, cugino di Tom, ha assunto il ruolo di protagonista dalla stagione 14.
In Italia è andata in onda su LA7 dal luglio 2003 al 18 novembre 2017, per poi essere trasmessa regolarmente sul canale Giallo dal 25 novembre 2018. Malgrado nella prima serie, nei titoli di coda, il titolo del telefilm appaia tradotto come "I misteri di Midsomer", La7 ha deciso di trasmetterlo con il titolo "L'ispettore Barnaby" e tale denominazione è rimasta anche nelle successive serie. Nel corso degli anni, le repliche in onda su La7 vennero trasmesse con diversi tagli per esigenze televisive.

## Trama
L'ispettore capo Barnaby della polizia di Causton, parte della Metropolitan Police Service, coadiuvato da un fidato sergente e dal patologo legale, ha il compito di investigare riguardo a diversi omicidi e strani accadimenti che avvengono nei villaggi dell'immaginaria contea inglese di Midsomer (dalla quale deriva il titolo originale in inglese Midsomer Murders, ovvero "Gli omicidi di Midsomer"). Le storie sono ambientate nel presente e hanno una struttura di "giallo classico", in cui l'indagine, le deduzioni e i dialoghi prevalgono sull'azione e sulla violenza. A volte sono presenti dei flashback che mostrano avvenimenti del passato attinenti con le indagini in corso.
Le prime tredici stagioni della serie vedono come protagonisti Tom Barnaby affiancato dal fidato ma inesperto (e per questo anche un po' comico) sergente Gavin Troy, in seguito sostituito da Dan Scott e Ben Jones. Dalla quattordicesima stagione il protagonista diventa John Barnaby, cugino del precedente ispettore capo, affiancato inizialmente dal sergente Ben Jones, e quest'ultimo sostituito poi da Charlie Nelson e da Jamie Winter.
Ogni episodio solitamente contiene più di un omicidio, ma il colpevole non è quasi mai un serial killer o un assassino professionista, bensì spesso è un abitante del villaggio che, spinto dalle circostanze, commette altri crimini a copertura dell'omicidio iniziale. In alcuni casi gli omicidi possono essere causati da moventi di diverso tipo e non essere direttamente collegati fra loro, anche se così potrebbe sembrare a prima vista. In altri casi invece, i vari omicidi che si susseguono sono commessi per vendetta o per rancore verso un individuo, una famiglia o un gruppo di persone.
I moventi dei delitti sono il denaro, il desiderio di riscatto, la truffa, l'adulterio, la malattia, l'onore.

### Ambientazione
Midsomer è un'immaginaria contea inglese con capoluogo Causton, una città di medie dimensioni, in cui vive l'ispettore capo Barnaby e dove si trova il dipartimento di polizia. Gran parte della popolarità della serie deriva dall'incongruenza tra le azioni violente perpetrate dagli assassini e l'ambiente, pittoresco e apparentemente pacifico, in cui si svolgono le vicende. Gli episodi spesso si concentrano su tradizioni e costumi popolarmente considerati caratteristici delle contee rurali inglesi. Vari indizi in diversi episodi suggeriscono che Midsomer potrebbe identificarsi nelle aree del Berkshire e dell'Hampshire settentrionale. 
Molti dei villaggi e delle piccole città della contea hanno la parola "Midsomer" nel loro nome; ciò divenne una convenzione all'interno della serie ed è ispirato alla reale contea di Somerset, in Inghilterra.
Gli episodi hanno luogo in piccoli villaggi rurali con ambientazioni "vecchio stile" fedeli ai romanzi di Graham, creando un effetto nostalgia negli spettatori, in particolare nelle prime quattordici stagioni prodotte da Brian True-May. Sebbene i racconti siano ambientati nel presente, i villaggi di campagna sembrano provenire da un'epoca meno recente e questo micro-mondo poco affollato contribuisce al fascino della serie. È però evidente l'intento degli sceneggiatori di denunciare una società restìa al cambiamento, spesso gretta, arretrata e ancora troppo ancorata a valori, usi e costumi ormai anacronistici.
Lo Humor inglese è una caratteristica della serie e si riscontra non soltanto in alcune situazioni ma anche nei dialoghi. Ad esempio, quando la moglie di Tom Barnaby propone di lasciare Causton e suggerisce vari villaggi in cui trasferirsi, lui le ricorda gli omicidi particolarmente cruenti che si sono verificati in ogni comunità da lei citata per farla desistere.
Contrariamente ad altre produzioni europee le vicende personali dei protagonisti sono affrontate soltanto marginalmente, lasciando spazio alla caratterizzazione dei personaggi secondari, spesso eccentrici, ambigui e con abitudini particolari nel loro genere. I personaggi principali però, non perdono di profondità. Barnaby infatti, non è il classico poliziotto trasandato e solitario ma, al contrario, ha una normale vita familiare e spesso lo si vede rientrare in casa per cena, ama la tranquillità, la semplicità e gli piace partecipare alle fiere e agli eventi locali nei villaggi della contea, il che contribuisce a creare uno spaccato realistico della vita nella campagna inglese.

## Produzione
Le riprese di Midsomer Murders sono iniziate nell'autunno 1996 e il primo episodio, The Killings at Badger's Drift, è stato trasmesso nel Regno Unito il 23 marzo 1997.
Tratta dai romanzi gialli dell'autrice Caroline Graham, fino alla tredicesima stagione la serie ha per protagonista l'ispettore capo Tom Barnaby, interpretato dall'attore John Nettles.
A partire dalla quattordicesima stagione (2010-2011), Nettles ha lasciato la serie, che è proseguita con un nuovo protagonista. In un'intervista alla BBC del 2019, Nettles ha affermato di aver preso la decisione poiché stava diventando troppo vecchio per interpretare un detective di polizia. Neil Dudgeon è quindi subentrato nel ruolo di John Barnaby, cugino di Tom, in precedenza ispettore di polizia della città di Brighton. Il nuovo personaggio ha fatto la sua apparizione nell'episodio della tredicesima stagione I nemici di Brighton (The Sword of Guillaume). Dudgeon era già apparso nella serie, non nel ruolo del cugino dell'ispettore, bensì come un sospetto giardiniere donnaiolo nell'episodio di apertura della quarta stagione, Il giardino della morte.
La maggior parte degli episodi iniziali è stata scritta da Anthony Horowitz, che, insieme ai produttori originari Betty Willingale e Brian True-May, ha anche creato la serie. Horowitz ha adattato la maggior parte dei primi episodi dalle opere originali di Caroline Graham. Tra gli altri, hanno scritto sceneggiature Peter J. Hammond, David Hoskins, Douglas Watkinson ed Andrew Payne.
Le riprese hanno luogo solitamente nelle contee inglesi di Berkshire, Buckinghamshire, Hertfordshire, Oxfordshire e Surrey. Causton è rappresentata da una serie di città tra cui Thame e Wallingford, nell'Oxfordshire.
Grazie al suo successo, la serie è stata venduta a numerosi paesi in tutto il mondo, tra cui l'Australia, il Belgio, il Botswana, il Canada, la Danimarca, la Finlandia, la Francia, la Germania, l'Ungheria, Israele, l'Italia, molte nazioni dell'America Latina, i Paesi Bassi, la Nuova Zelanda, la Norvegia, la Romania, il Sudafrica, la Spagna, la Svezia e gli Stati Uniti.

## Personaggi e interpreti

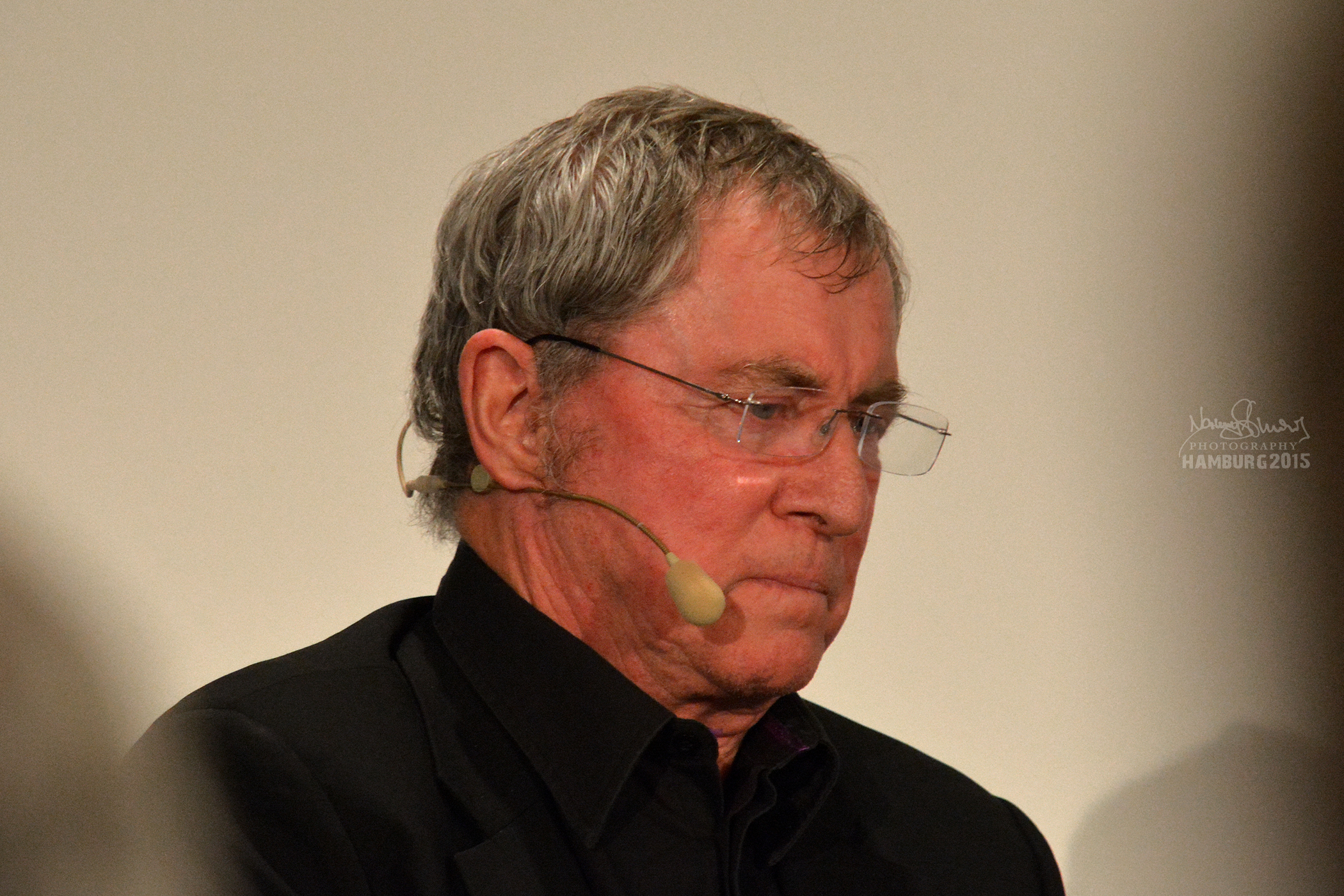
John Nettles, interprete dell'ispettore Tom Barnaby

- Ispettore Tom Barnaby (stagioni 1-13), interpretato da John Nettles, è il protagonista della serie fino alla tredicesima stagione. Barnaby ha lavorato qualche mese per l'MI6, il servizio segreto inglese, prima di entrare in polizia. Uomo paziente e tollerante, il suo stile di indagine è metodico ed equo. È un individuo sagace e perspicace, in grado di riconoscere indizi apparentemente oscuri. La vita sociale di Barnaby ruota attorno a sua moglie Joyce e sua figlia Cully, che spesso hanno una connessione personale con i crimini su cui sta indagando.
- Joyce Barnaby (stagioni 1-13), interpretata da Jane Wymark, moglie di Tom. È tollerante nei confronti del marito, nonostante sia un maniaco del lavoro. Joyce è una donna amichevole a cui piace essere coinvolta nelle attività culturali della comunità. Da tempo nutre il desiderio di trasferirsi da Causton in uno dei pittoreschi villaggi di Midsomer solo per essere scoraggiata dai macabri omicidi che vi si verificano. È nota in famiglia come una cuoca sperimentale ma non sempre di successo, pertanto Tom è spesso visto approfittare di ogni opportunità per mangiare fuori casa. Ha sposato Tom nel 1973 e hanno una figlia, Cully.
- Cully Barnaby (stagioni 1-13), interpretata da Laura Howard, figlia maggiorenne di Tom, attrice di teatro. Prende il suo nome da un villaggio omonimo in Svizzera, dove è stata concepita durante la luna di miele dei suoi genitori. Giovane curiosa e audace, ha ereditato l'atteggiamento amichevole e lo spirito dei suoi genitori. All'inizio della serie torna a casa dopo aver frequentato l'Università di Cambridge ed esce con un collega studente di recitazione. Occasionalmente flirta in segreto con Troy e Scott e con altri ragazzi della contea. Spesso accetta lavoretti temporanei nell'area di Midsomer, quando non è impegnata a teatro, e per questo a volte viene coinvolta personalmente negli omicidi che hanno luogo, come in particolare nell'episodio Cattive notizie. Incontra Simon Dixon e si fidanza con lui dopodiché lo sposa.
- Patologo George Bullard (stagioni 1-14), interpretato da Barry Jackson.  Il patologo di Causton Bullard svolge il suo lavoro con abilità professionale e bonaria personalità. È un buon amico di Tom Barnaby ed è stato un personaggio regolare per tutta la serie (tranne per un breve periodo, quando il suo posto è stato preso dal dottor Dan Peterson, interpretato da Toby Jones). Bullard - così come in seguito gli altri patologi - fornisce sempre preziose informazioni alla polizia per la soluzione dei casi. Bullard comunica alla fine della quattordicesima stagione a John Barnaby che si prenderà una pausa per "andare a pescare come Tom, probabilmente in Irlanda".
- Sgt. Gavin Troy (stagioni 1-6, guest 7 e 11), interpretato da Daniel Casey, co-protagonista della serie, è il primo assistente di Tom Barnaby. Troy è brillante e ambizioso, ed è anche noto per essere un guidatore distratto, condotta che spesso gli fa sfiorare incidenti stradali. Tende a giudicare negativamente le persone in base alla loro età, alla loro provenienza e al loro orientamento sessuale, ma fornisce spesso informazioni preziose al suo superiore per la soluzione dei casi. Troy viene promosso ispettore e trasferito nel Northumbria nel primo episodio della settima stagione, ma riappare nel primo episodio dell'undicesima stagione, per partecipare al matrimonio della figlia di Tom, Cully Barnaby (che una volta ha baciato segretamente).
- Sgt. Dan Scott (stagioni 7-8), interpretato da John Hopkins. È il secondo assistente di Tom Barnaby ed è un londinese poco entusiasta di essere stato trasferito dalla città alla contea rurale di Midsomer. La sua relazione con l'ispettore all'inizio è conflittuale, soprattutto perché tenta di approcciare molte ragazze che incontra - tra cui Cully - ma in seguito i rapporti si addolciscono anche se mai del tutto. In parecchi episodi è evidente la scarsa empatia tra Barnaby e Scott. L'uscita di scena del sergente dallo spettacolo è stata improvvisa: nell'episodio La casa nel bosco, Barnaby afferma che Scott è stato chiamato per aiutarlo ma si è rifiutato di venire perché malato, a quel punto l'ispettore invita Ben Jones ad assisterlo in quel caso e questi diventa da quel momento il nuovo vice.
- Sgt. Ben Jones (stagioni 8-15, guest 19), interpretato da Jason Hughes. Jones è il terzo partner junior di Tom Barnaby. oltre ad essere l'unico ad affiancare entrambi i cugini Barnaby. Jones è inizialmente un agente di polizia in uniforme e viene promosso a sergente investigativo alla fine dell'episodio in cui compare. Jones è meno ingenuo di Troy e Scott e possiede una visione dei casi che mancava ai due predecessori. Originario del Galles, mostra anche un certo talento musicale quando viene reclutato per cantare nel coro di Midsomer Worthy ed è affiliato alla massoneria. Nell'episodio "Murder Of Innocence", viene rivelato che Jones ha una relazione con il vigile del fuoco Susie Bellingham. Quando Tom Barnaby va in pensione, Jones è interessato a sostituirlo ed è un po' seccato dal fatto che suo cugino, John Barnaby, venga invece trasferito nella posizione. In realtà, l'incarico non avrebbe potuto essere assegnato perché gli avrebbe richiesto di scavalcare il grado di ispettore. All'inizio della sedicesima stagione Jones è stato promosso a ispettore e trasferito a Brighton e nella diciannovesima stagione fa un'ulteriore apparizione in un ruolo sotto copertura.
- Agente Gail Stephens e poi detective (stagioni 10-13), interpretata da Kirsty Dillon. è un personaggio secondario, collega di Tom Barnaby e Jones, che li aiuta nei casi trattati con le sue abilità informatiche. Durante le apparizioni di Gail, è implicito che sia sul punto di avere una relazione con il sergente Jones ma, quando arriva il momento cruciale, questi decide di non volere coinvolgimenti sentimentali con una collega. Gail, dopo aver inizialmente prestato servizio come agente di polizia in uniforme, viene nominata detective in borghese. Dalla Quattordicesima stagione il personaggio viene rimosso senza alcuna spiegazione.
- Ispettore John Barnaby, cugino di Tom (stagioni 14-in corso, guest 13), interpretato da Neil Dudgeon, protagonista della serie a partire dalla quattordicesima stagione. John Barnaby si trasferisce da Brighton, dove era ispettore, a Causton per sostituire suo cugino Tom Barnaby, quando questi va in pensione. Si è laureato in psicologia alla Durham University, cosa che gli vale qualche ironico commento di Jones quando lavorano insieme per la prima volta; nonostante un inizio difficile, i due formano una squadra affiatata. Barnaby vive in un cottage di campagna con la moglie Sarah, la figlia Betty e il loro cane Sykes (poi Paddy). Fa la sua prima apparizione come ospite nell'episodio della tredicesima stagione, I nemici di Brighton.
- Sarah Barnaby (stagioni 14-in corso), interpretata da Fiona Dolman, moglie di John. Insegnante in una scuola secondaria locale, la sua carriera a tempo pieno non la vede coinvolta molto nei casi di suo marito (a differenza di quanto accadeva a Joyce), anche se spesso gli offre spunti per risolvere i casi con le sue conoscenze di studio. Molto affezionati al loro cane Sykes, hanno un matrimonio solido e celebrano il loro quindicesimo anniversario nell'episodio A scuola per omicidio. Durante la sedicesima stagione Sarah è incinta, e nell'ultimo episodio della stagione dà alla luce una figlia, di nome Betty.
- Sgt. Charlie Nelson (stagioni 16-18), interpretato da Gwilym Lee. Quando Jones viene promosso, in sua sostituzione arriva Charlie Nelson, il primo sergente a non prestare servizio al fianco di Tom Barnaby. Inizialmente inquilino a casa di Kate Wilding, Nelson lascia la serie dopo la diciottesima stagione per seguire un corso come agente infiltrato.
- Sgt. Jamie Winter (stagioni 19-in corso), interpretato da Nick Hendrix; è il nuovo sergente che subentra a Charlie Nelson e inizialmente sembra avesse avuto una relazione con la patologa Kam Karimore.
- Patologa Kate Wilding (stagioni 15-17), interpretata da Tamzin Malleson. È la sostituta del dottor George Bullard. Con il suo approccio sicuro, competente e senza fronzoli si guadagna il rispetto degli investigatori. Non è sposata ed è anche professoressa. All'inizio della diciottesima stagione Wilding lascia Midsomer per prendere una cattedra a Brighton e la si vede in una foto con Ben Jones, che si era già trasferito a Brighton.
- Patologa Kam Karimore (stagioni 18-19), interpretata da Manjinder Virk. Dopo aver sostituito la dottoressa Kate Wilding come patologa, Kam lascia la serie alla fine della diciannovesima stagione, poiché trova un nuovo lavoro a Montreal.
- Patologa Fleur Perkins (stagioni 20-in corso), interpretata da Annette Badland, è ironica e sfacciata e spesso prende bonariamente in giro gli investigatori.

## Episodi
| Stagione                  | Episodi | Prima TV UK | Prima TV Italia |
| ------------------------- | ------- | ----------- | --------------- |
| Prima stagione            | 5       | 1997-1998   | 2003            |
| Seconda stagione          | 4       | 1999        | -               |
| Terza stagione            | 4       | 1999-2000   | -               |
| Quarta stagione           | 6       | 2000-2001   | -               |
| Quinta stagione           | 4       | 2002        | -               |
| Sesta stagione            | 5       | 2003        | -               |
| Settima stagione          | 7       | 2003-2004   | -               |
| Ottava stagione           | 8       | 2004-2005   | -               |
| Nona stagione             | 8       | 2005-2006   | -               |
| Decima stagione           | 8       | 2006-2007   | -               |
| Undicesima stagione       | 7       | 2008        | 2008-2009       |
| Dodicesima stagione       | 7       | 2009-2010   | 2009-2010       |
| Tredicesima stagione      | 8       | 2010-2011   | 2010-2011       |
| Quattordicesima stagione  | 8       | 2011        | 2011-2012       |
| Quindicesima stagione     | 6       | 2012-2013   | 2013            |
| Sedicesima stagione       | 5       | 2013-2014   | 2014            |
| Diciassettesima stagione  | 4       | 2015        | 2015            |
| Diciottesima stagione     | 6       | 2016        | 2016-2017       |
| Diciannovesima stagione   | 6       | 2016-2017   | 2017            |
| Ventesima stagione        | 6       | 2018        | 2018            |
| Ventunesima stagione      | 4       | 2020        | 2020            |
| Ventiduesima stagione     | 6       | 2021-2023   | 2021            |
| Ventitreesima stagione    | 4       | 2024        | 2023            |
| Ventiquattresima stagione | 4       | Inedita     | 2024            |

## Colonna sonora
Composto da Jim Parker, l'iconico tema principale è un valzer a tempo moderato, eseguito principalmente (ma non esclusivamente) su un insolito strumento musicale elettronico, il theremin il cui suono ricorda un fischio basso o una voce umana, molto utilizzato nelle musiche dei film di fantascienza e horror degli anni '50 e '60. La parte theremin è stata interpretata da Celia Sheen (1940–2011).
Dalla quattordicesima serie in poi la colonna sonora è stata modificata in modo che durante i titoli di chiusura una versione standardizzata del tema sia suonata su un violino solista al posto del theremin. Occasionalmente viene utilizzata una versione con un'introduzione più lunga, con un flauto anziché un theremin come strumento principale.

## Controversie
Nel marzo 2011, il produttore della serie Brian True-May è stato sospeso da All3Media dopo aver espresso opinioni razziste alla rivista televisiva Radio Times, in particolare disse che il programma non aveva personaggi di etnia nera, perché la serie era un "baluardo dell'inglese". Quando è stato contestato il termine "inglese" e se ciò escludesse alcune minoranze etniche, True-May ha risposto: «Be', dovrebbe farlo, e forse non sono politicamente corretto». Successivamente ha affermato che l'intenzione era di fare un programma «che si rivolge ad un certo pubblico, ed ha successo». I commenti di True-May sono stati esaminati dalla società di produzione. È stato reintegrato, dopo essersi scusato "se le sue osservazioni hanno offeso involontariamente qualche spettatore", ma da allora si è dimesso da produttore.
La sostituta di True-May, Jo Wright, ha confermato di essersi impegnata per la diversità sullo schermo quando ha assunto il timone dello spettacolo, dicendo: "Sento fortemente che una serie di gruppi etnici dovrebbe essere rappresentata sullo schermo. E questo si rifletterà in alcuni degli episodi della nuova serie con il casting degli ospiti chiave...una buona sceneggiatura includerà una varietà di personaggi diversi". Dalla quindicesima serie attori asiatici hanno interpretato per la prima volta dei personaggi centrali dello spettacolo, Anche i personaggi di etnia africana iniziarono ad apparire a partire da quella stagione. A partire dalla serie 18, lo spettacolo ha guadagnato un membro asiatico per il suo cast principale: la patologa Kam Karimore, interpretata da Manjinder Virk.

## Episodio non girato
L'episodio The Blood Point non è mai stato girato, forse a causa di eccessive somiglianze con fatti di cronaca; ne esiste però una sceneggiatura di base. La trama, ambientata a Badger's Drift e riferibile al periodo in cui accanto all'ispettore Barnaby lavorava ancora il sergente Scott, ruota attorno alla storica rivalità che divide le antiche famiglie Melts e Ashmoore. La loro inimicizia ha sempre causato problemi all'intero villaggio, ma la rivalità si accentua dal momento in cui tanto i Melts quanto gli Ashmoore iniziano a morire e i loro corpi vengono in genere ritrovati nel cimitero, presso le tombe degli avi. Le due famiglie lanciano reciproche accuse, poi sono costrette a una sorta di tregua. Le morti si susseguono, spuntano lettere minatorie e problemi finanziari; si scopre inoltre che i Melts e gli Ashmoore, benché ostili, possiedono forse radici comuni. Tom Barnaby entra nella storia in maniera indiretta ed è costretto ad agire rapidamente per identificare l'assassino prima che anche la vita della moglie venga minacciata.